# Harmonie "St. Caecilia", Simpelveld
Harmonie St. Caecilia Simpelveld is een vereniging die in 1883 werd opgericht, met als hoofddoel het muzikaal opluisteren van kerkelijke feesten. Buiten het harmonieorkest beschikt zij over een jeugdensemble en een drumband.
Het harmonie-orkest promoveerde in 1991 onder leiding van Maurice Hamers naar de Concertafdeling van de Limburgse Bond van Muziekgezelschappen. In de tijd die daarop volgde, groeide het orkest - mede onder leiding van dirigent Jos van de Braak - uit tot een van de betere symfonische blaasorkesten in Nederland. In 2009 behaalde het orkest onder leiding van dirigent Harry Vorselen een eerste prijs met lof der jury in de eerste divisie op het bondsconcours in de Oranjerie te Roermond. Het orkest bestaat vrijwel geheel uit amateur-muzikanten, voor het grootste gedeelte afkomstig uit Simpelveld. Zij delen hun passie voor muziek en hebben een duidelijk ideaal: musiceren op topniveau waarbij gezelligheid en individuele ontplooiing van de jonge muzikant hoog in het vaandel staan.
In de concertprogrammering komen zowel bewerkingen van symfonisch repertoire en oorspronkelijke composities voor harmonieorkest naar voren en bestaat er een afwisseling tussen klassieke en lichte muziek. Onafhankelijk van het repertoire blijft echter de expressieve en doorzichtige klank van het orkest, het belangrijkste handelsmerk van St. Caecilia.

## Historie
Aan het einde van het jaar 1882 leefde vermoedelijk bij enkele muziekliefhebbers uit de Simpelveldse gemeenschap de idee om een muziekgezelschap op te richten. In januari 1883 werd het eerste initiatief genomen: de eerste 20 muziekinstrumenten werden aangeschaft voor de prijs van fl 567,- bij muziekhandel Korn-Korsmit te Maastricht. Kort daarna werd gestart met de wekelijkse repetities in de'oude school' aan de Irmstraat onder leiding van P. Keulartz uit Spekholzerheide. In het jaar 1885 werd de koninklijke goedkeuring op de statuten aangevraagd en verkregen. In de statuten worden de volgende acht heren als oprichters vermeld: J. van Wersch, burgemeester, H. van Wersch, wethouder en grondeigenaar, P. Thomassen, rentenier, K. Tychon, graankoopman, P.J. Dobbelstein, gemeente-ontvanger, W. Meentz, bierbrouwer, L. Houbiers, landbouwer, en A. Engelen, landbouwer en molenaar. In 1885 werd ook door de dorpsbewoners het geld voor het eerste vaandel van Harmonie St. Caecilia bijeengebracht. In 1890 werd de dirigeerstok overgenomen door de toen achttienjarige musicus J. van Wersch uit Simpelveld. In 1895 werd H.M. Koningin Wilhelmina, die op doorreis was naar Duitsland, op het station door de harmonie en de schooljeugd onthaald. Dit leverde het orkest fl 80,- aan gemeentesubsidie op. In 1905 werd een nieuwe zaal gebouwd bij hotel van Wersch en de harmonie verwisselde haar oude repetitielokaal voor deze nieuwe zaal.

### Periode 1908-1932
Bij gelegenheid van het 25-jarig bestaansfeest (in 1908) werd onder het directeurschap van J. van Wersch een groot muziekfestival gehouden. Bij het uitbreken van de Eerste Wereldoorlog in 1914, brak door de ernst der tijden een noodgedwongen rust aan, die pas in het begin van 1923 haar einde bereikte. Het 40-jarig bestaansfeest in 1923 werd wel direct weer gevierd met een groots muziekfestival. In de tijd die daarop volgde werd regelmatig van dirigent gewisseld. Achtereenvolgens hadden de volgende heren de leiding over het harmonie-orkest: in 1923 J. Schroeder, in 1924 P. Janssen en van 1924 tot 1925 A. Schmeelen. In 1925 nam C. Waltmans de dirigeerstok voor langere tijd over.

### Periode 1933-1957
In 1934 droeg Waltmans de dirigeerstok over aan T. Heins. Hij was dirigent van het harmonie-orkest tot 1937, onderbroken door een periode in 1935, waarin F. Hollanders de scepter zwaaide over het orkest. In 1935 werd voor het eerst deelgenomen aan een muziekwedstrijd te Eijsden, waar men met een 1e prijs in de IIIe afdeling en een 3e prijs in de Erewedstrijd zegevierend uit het strijdperk trad. In 1936 volgde de deelname aan een concours te Holten met als resultaat wederom een 1e prijs in de IIe afdeling en een 1e prijs in de Erewedstrijd. In 1937 werd wederom een trapje hoger gegaan en wel in de Ie afdeling op het muziekconcours te Heel. Voor de derde maal werd een 1e prijs behaald met daarnaast de 1e Directeursprijs. In 1937 nam J. Hanssen de dirigeerstok over. In datzelfde jaar werd onder leiding van dr. Dirken z.g. een Commissie van Bijstand in het leven geroepen. De vereniging kwam ook in het bezit kwam van uniformpetten, de eerste stap in de richting van uniforme kleding. Op 17 februari 1939 bedankte de toenmalige voorzitter de heer H. Merx en pas aan het einde van de maand juni werd de heer P. Muyrers als voorzitter gekozen. Als bestuurslid en secretaris werd hij opgevolgd door het oud-lid de heer A. Bonten. Er werd toen hard gewerkt om het verloren terrein terug te winnen, maar het was de Tweede Wereldoorlog die hieraan een einde maakte. Van 1942 tot 1944 werd er helemaal niet meer gerepeteerd en de instrumenten werden aan de leden toevertrouwd. Kort voor de bevrijding verloor onze vereniging haar oudste lid in de persoon van de heer Leo van Wersch, die meer dan vijftig jaar de vereniging trouw was gebleven. Hij was het, die zeer veel muzikanten de eerste beginselen van de muziek had bijgebracht. Bezetter of geen bezetter, besloten werd met alle risico van dien, ons trouw lid met gepaste muziek de laatste eer te bewijzen. Dit muisje zou zeker een staart gekregen hebben voor de vereniging, maar kort na de uitvaart werd Simpelveld bevrijd van de bezetting. Direct na de bevrijding begon men weer met repeteren in lokaal van Wersch onder leiding van de heer J. Hanssen. Het duurde toch nog enige tijd alvorens de repetities weer voldoende bezocht werden. In het begin van 1946 meende voorzitter Muyrers het leiderschap aan een jongere kracht te moeten overdragen en op 2 februari werd de heer G. Houben als plaatsvervanger gekozen. Voor zijn grote verdiensten voor onze vereniging werd de heer Muyrers benoemd tot Erevoorzitter. In 1946 bedankte de heer Hanssen als directeur van het harmonie-orkest. Als opvolger keerde een oude bekende terug, namelijk de heer T. Heins. In oktober 1947 ontviel ons vrij plotseling onze erevoorzitter, de heer P. Muyrers, die op 11 oktober onder grote belangstelling met passende muziek ten grave werd gedragen. In augustus 1948 werd als opvolger zijn schoonzoon de heer G. Wijnen gekozen. Na lange tijd niet meer in het strijdperk te zijn getreden werd besloten op zondag 9 juli 1950 deel te nemen aan een te houden internationale muziekwedstrijd in het Belgische stadje Bree. In de afdeling Uitmuntendheid behaalde het orkest een 1e prijs. In september 1951 ontstond uit de bestaande Commissie van Bijstand het Instrumentenfonds. Op zondag 11 mei 1952 nam onze vereniging deel aan het gehouden Staatsmijn toernooi te Terwinselen, bij gelegenheid van het 50-jarig bestaan der Staatsmijnen. In de B-afdeling behaalde het orkest een 2e prijs. Zondag 29 juni werd deelgenomen aan het muziekconcours te Horst in de ereafdeling. Ook hier was ons slechts een 2e prijs beschoren. In september 1952 bedankte onze erevoorzitter, de heer G. Wijnen om gezondheidsredenen. Hij werd in oktober opgevolgd door de heer Jos Hamers. Op de vergadering van 22 februari 1952 werd na het bedanken van de heer Houben de heer W. Kohl als voorzitter gekozen. In het begin van 1953 rezen er problemen met de zaalhouder, de heer Max van Wersch. Het sprak vanzelf dat het orkest niet graag verhuisde uit het verenigingslokaal waar het ruim 70 jaar gehuisvest was. De staat van zaal en toneel dwongen het orkest echter uit te zien naar een andere gelegenheid, al zou dit dan ook maar van tijdelijke aard zijn. Deze kwestie werd met de heer van Wersch besproken met als resultaat, dat de vereniging voor de tijd van een jaar haar intrek nam in de zaal bij de heer Frijns aan de Marktstraat. Waren de omstandigheden in zaal van Wersch na dat jaar verbeterd, dan zou men weer terugkeren naar het oude lokaal. Op 4 april 1954 werd besloten om te blijven bij de heer Frijns, aangezien aan de zaal in het oude verenigingslokaal geen enkele verbetering was aangebracht.

### Periode 1958-1982
In 1958 werd de heer M. Arbeel dirigent van het harmonie-orkest. In 1958 werd het 75-jarig bestaan van de vereniging gevierd. Bij deze gelegenheid kreeg het orkest zijn eerste uniformen aangeboden van de Simpelveldse bevolking. Initiatiefnemer was de Z.E.H. pastoor Gillissen. Op 31 juli 1960 werd deelgenomen aan het Bondsconcours van de Limburgse Bond van Muziekgezelschappen, dat werd gehouden te Einighausen. Hier werd een eerste prijs met lof der jury behaald in de ereafdeling, waarbij het korps promoveerde naar de superieure afdeling. In november van hetzelfde jaar nam men deel aan de kampioenswedstrijd van de R.K. Federatie van Diocesane Muziekbonden in Nederland, gehouden in Deventer. Hier werd de landstitel voor Harmoniegezelschappen veroverd met 336 punten. Op 28 juli 1963 werd deelgenomen aan een Bondsconcours te Bocholtz. Hier werd een eerste prijs behaald met 335 punten. Op 24 november van dat jaar was er weer een kampioenswedstrijd van de R.K. Federatie, ditmaal te Valkenburg. Hier werd eveneens een 1e prijs behaald met maar liefst 352,5 punten. In 1963 overtuigde dirigent Arbeel bestuur en leden om op korte termijn over te gaan tot het aanschaffen van een geheel nieuw instrumentarium. Door vele acties en een actief Damescomité slaagde men hierin in zeer korte tijd, mede dankzij een geldlening en een extra subsidie van de gemeente, waarvoor vooral burgemeester W.E.A. Scheelen, die de harmonie altijd een warm hart heeft toegedragen, zich bijzonder had ingezet. In maart 1964 nam voorzitter W. Kohl afscheid; opvolger werd K. Franssen. De volgende concoursdeelname vond plaats op 15 november 1966 en wel door deel te nemen aan het Wereldmuziekconcours te Kerkrade. Behaald werd een 1e prijs met lof der jury met een puntenaantal van 336. Na 1966 brak er een rustperiode aan wat betreft concoursdeelname. 1970 was voor de vereniging een turbulent jaar. K. Franssen bedankte als voorzitter en hij werd opgevolgd door W. Bisschoff, voorheen secretaris. Doordat in juni 1970 directeur Arbeel om gezondheidsredenen afscheid moest nemen, was de vereniging genoodzaakt om af te zien van de voorgenomen deelname aan het WMC te Kerkrade in augustus. Simpelveldenaar W. Jacobs werd de nieuwe dirigent en pas in 1973 durfde men het aan weer aan een concours deel te nemen; bij dit concours in Nieuwstadt behaalde het orkest 338,5 punten. Het 90-jarig bestaansfeest (1973) werd groots gevierd met een feesttent op de markt en het optreden van de Marinierskapel der Koninklijke Marine als hoogtepunt. 1974 bracht diverse bestuursmutaties: Hub Franken werd de nieuwe voorzitter, Jo Laumen de vicevoorzitter, Cornel Berger de erevoorzitter en J. Jongen lid van verdienste. Er werd een 2-daagse concertreis naar Olpe (Sauerland) gemaakt en onder het beschermheerschap van burgemeester Bouwens werd een Uniformencomité in het leven geroepen, dat op het St. Caeciliafeest een jaar later in 1975 de nieuwe uniformen (t.w.v. f 40.000,-) kon aanbieden. Op 29 augustus 1977 gaat, 5 dagen voor de vertrekdatum, een geplande 9-daagse concertreis naar Polen niet door. Een nuchtere telex uit Polen maakte een einde aan een illusie, een jaar van voorbereiding en een oriëntatiebezoek door 3 bestuursleden enkele weken tevoren waren tevergeefs geweest. Burgemeester Bouwens werd ingeschakeld en zelfs een spoedmissie naar de Poolse Ambassade in Den Haag kon geen opheldering geven over het waarom van de opzegging. Het Poolse volkslied was voor niets ingestudeerd. De in allerijl georganiseerde Oostenrijkreis (Saalbach, Hinterglemm, Zell am See) werd een geslaagd alternatief. De Harmonie bleek een goed ambassadeur te zijn. Diverse uitnodigingen uit Oostenrijk resulteerden in een nieuwe reis naar Mayrhofen en Sankt Ginzling in het Zillertal (Oostenrijk) in augustus 1980, en in juli 1981 naar Tamm in Wurttemberg (Dld.). In 1978 wordt onder leiding van directeur Jacobs weer deelgenomen aan het Wereldmuziekconcours te Kerkrade. Na het vertrek van de heer Jacobs in november 1979 keerde de heer Arbeel terug en hij overbrugde de periode tot september 1981 toen de heer Jean Steutelings uit Dilsen (België) tot dirigent werd benoemd. Wegens ziekte gaf onze energieke voorzitter Hub Franken in januari 1979 de wens te kennen na 5 jaar voorzitterschap te willen aftreden en werd Jo Laumen op de jaarvergadering als voorzitter benoemd. In april 1980 overleed Hub Franken (op 37-jarige leeftijd) en begeleidden we hem naar zijn laatste rustplaats. Enkele maanden later in juli moesten we afscheid nemen van onze erevoorzitter, de heer C. Berger, die tientallen jaren deel uitmaakte van het bestuur en aan wie we veel dank verschuldigd zijn. In 1982 werd in het teken van het komende eeuwfeest menige vergadering besteed aan de organisatie van feesttent en evenementen.

### Periode 1983-2007
In 1984 werd deelgenomen aan het Bondsconcours te Sittard in de superieure afdeling met als resultaat een eerste prijs met 317,5 punten, net twee punten minder dan de winnaar. Het muzikale roer van het orkest werd in 1987 overgenomen door Maurice Hamers. Steeds meer werd er aan de weg getimmerd, orkest en dirigent waren klaar voor promotie naar de hoogste afdeling in de Limburgse blaasmuziek: de concertafdeling. In 1990 werd deelgenomen aan het Bondsconcours te Sittard in de superieure afdeling. Het orkest behaalde onder leiding van Maurice Hamers 340,5 punten, een eerste prijs met lof der jury en het Limburgs kampioenschap. Dit succesverhaal kreeg een even succesvol vervolg in 1991 in de vorm van het veroveren van de Nederlandse Kampioenswimpel met 335,5 punten in de afdeling superieur tijdens de kampioenswedstrijden in Etten-Leur. Het orkest promoveerde hiermee naar de concertafdeling. In 1994 vond de vuurdoop van het orkest in de concertafdeling plaats en met succes: 345 punten en zowel het Limburgs als het Nederlands Kampioenschap waren het resultaat. In 1995 gaf het orkest een concert in het Theater aan het Vrijthof onder gastdirigent Pieter Jansen. Eind 1995 moest Maurice Hamers de baton helaas neerleggen, in verband met zijn benoeming tot dirigent van de Marinierskapel der Koninklijke Marine. Na een interim-periode, waarin het orkest onder leiding van Pierre Kuypers enkele geslaagde concerten gaf, werd Jan Koolen halverwege 1996 tot dirigent benoemd. Deze benoeming was helaas geen lang leven beschoren; gebrek aan chemie tussen orkest en dirigent was er de oorzaak van dat de samenwerking voortijdig werd opgezegd. Direct daarna werd Jos van de Braak tot chef-dirigent benoemd. Deze keer sloeg de vonk onmiddellijk over en indrukwekkende concerten van hoog muzikaal niveau waren het resultaat. In 1999 nam het orkest deel aan de Open Nederlandse Kampioenschappen Concertafdeling in de Rodahal te Kerkrade (het mini-WMC). Het orkest schitterde vooral met een compositieopdracht van de hand van Hardy Mertens. Zijn Adagio met fluisterzachte passages, smartelijke uitbarstingen, intens kleurenpalet, verstilde solo's en stralende finale maakte veel emoties los bij het publiek. Het orkest behaalde de derde plaats met 91,42%. Intussen werd ook alles in het werk gesteld om een eigen imago binnen de concertafdeling te creëren. Dit kwam tot uiting in programmering van grote symfonische werken, het veelvuldig werken met bekende solisten, zowel vocaal als instrumentaal, en het initiëren van vernieuwende of juist traditionele hoogwaardige concertseries, zoals de serie 'Waar Limburg trots op is', het Kerstconcert en het Matineeconcert. Het harmonie-orkest is ook graag geziene gast in de serie Verrassende Ontmoetingen in de Concertzaal in Tilburg.